# Карл Криштоф Мюнстербергский
Карл Криштоф Мюнстербергский (чеш. Karel Krištof z Poděbrad, Karel Krištof z Minstrberka, нем. Karl Christoph von Münsterberg, Karl Christoph von Podiebrad; 22 мая 1545, Олесница — 17 марта 1569, Олесница) — последний князь Зембицкий (герцог Мюнстербергский) из династии Подебрадов (1565—1569). Титулярный граф Кладский.

## Биография
Родился 22 мая 1545 года в Олеснице. Единственный сын Иоганна, князя Зембицкого и Олесницкого (1509—1565), и его первой жены, Кристины Шидловецкой (1519—1555).
В 1558 году Карл Криштоф отправился в путешествие по Европе. Позднее он находился при дворе императора Священной Римской империи Фердинанда I Габсбурга. 5 августа 1565 года во время похорон императора Фердинанда I Карл Криштоф нес вместе с другими принцами его гроб в собор Святого Стефана.
28 февраля 1565 года после смерти своего отца Иоганна Мюнстербергского Карл Криштоф унаследовал от него Зембицкое княжество и часть Олесницкого княжества с материальными обязательствами по отношению к своей мачехе и значительными долгами. Олесницкое княжество унаследовал Карл II Мюнстербергский, двоюродный брат Карла Криштофа, а Берутувское княжество — его старший брат Генрих III Мюнстербергский. Как и его отец и кузены Карл Криштоф поддерживал Реформацию на территории своего княжества. В 1567 году католические богослужения были приостановлены в соборе Петра и Павла в Зембице.
В отличие от своего отца Карл Криштоф пытался расплатиться с долгами. 14 апреля 1565 года его встречали в качестве нового хозяина в Зомбковице-Слёнске, а уже через неделю он заложил Зембицкое княжество вместе с Зомбковице-Слёнске четырём братьями фон Канитц. Это была кратковременная сделка, уже в 1566 году передал Зомбковице-Слёнске на три года Касперу Зенитцу. Во время имперского съезда в Аугсбурге в 1566 году велись переговоры с князем Иоганном Фридрихом Померанским по поводу брака его сестры Амелии (1547—1580) с Карлом, князем Зембицким. Кандидатом был, скорее всего, Карл Криштоф или, что менее возможно, его кузен, князь Олесницкий Карл II Мюнстербергский (сын Генриха II). Брак так и не состоялся. Амелия никогда не вышла замуж и прожила в монастыре.
Карл Криштоф частично удовлетворил требования своей мачехи Маргариты Брауншвейг-Вольфенбюттельской. 13 ноября 1568 года он продал свою часть Олесницкого княжества двоюродному брату Карлу II. В начале 1569 года Карл Криштоф начал переговоры о продаже Зембицкого княжества. Переговоры с братьями фон Канитц не удались. В конце концов, Зембицкое княжество было куплено за 180 000 гульденов Матвеем фон Логау-Альтендорфом, казначеем Чешского королевства. Но станы княжества признали сумму слишком низкой и, в конце концов, княжество купил для чешской короны император Священной Римской империи Максимилиан II Габсбург за 38 000 талеров (890 000 гульденов). 29 сентября 1570 года император выразил согласие, чтобы князья Олесницкие и их потомки по мужской линии использовали в своей титулатуре титул князей Зембицких.
17 марта 1569 года 23-летний князь зембицкий Карл Криштоф Мюнстербергский скончался в Олеснице, не оставив после себя потомства. Он был похоронен в княжеской гробнице в приходской церкви в Олеснице. После его смерти Зембицкое княжество было присоединено к Чешскому королевству.